# 今出川伊季
今出川 伊季（いまでがわ これすえ）は、江戸時代前期から中期にかけての公卿。官位は正二位・内大臣。

## 経歴
寛文元年（1661年）に叙爵。以降清華家当主として速いスピードで累進し、侍従・左近衛少将・左近衛中将を経て、延宝3年（1675年）には従三位となり、公卿に列する。延宝6年（1678年）には権中納言と神宮伝奏に就任。貞享元年（1684年）に権大納言となる。貞享4年（1687年）には皇太子朝仁親王の春宮大夫に任じられるも同年中に皇太子が東山天皇として即位したので辞す。元禄2年（1689年）には権大納言を辞したが、元禄6年（1693年）には権大納言と神宮伝奏に再任する。元禄12年（1699年）には右近衛大将・右馬寮御監となる。宝永5年（1708年）には内大臣に就任するも辞す。晩年には京を離れて遠江国金谷へ隠遁し、同地で死去。
なお子息の公香は、従三位左近衛中将まで昇るも突然に官位官職を返上して、無位無官の一般人になってしまう。そのため次男である公詮の家系が今出川家を継いでいくことになる。
伊季は、琵琶の名手としても知られた。琵琶にまつわるこんな逸話がある。ある時、醍醐天皇の愛用品と伝わる琵琶を所蔵する者がいることを知った伊季はこの者のところへ通ってその琵琶を貸してほしいと頼みこんだ。しかし先方にとっても秘蔵の宝であるから拒否された。それでも諦めきれない伊季は今度は北野天満宮に通って借りられるようにと毎日祈りをささげるようになった。たとえ暴風雨の日であっても怠ることなく毎日通ったという。この話を聞いて恐れ入った相手方はとうとうこの秘蔵の琵琶を伊季に渡したのだという。

## 系譜
- 父：今出川公規
- 母：刑部少輔京極高和の娘
- 家女房
  - 男子：今出川公香（1691-1722）
  - 男子：今出川公詮（1696-1731）
  - 女子：西園寺公晃室